# Стадион 28 сентября
Стадион 28 сентября (фр. Stade du 28 Septembre) — футбольный стадион, расположенный в столице Гвинеи, городе Конакри.

## Описание
Стадион был построен в начале 1960-х годов. Своё название получил в честь референдума 28 сентября, дня когда Гвинея на французском референдуме о Французском сообществе проголосовала против, который в конечном итоге привёл к политической независимости Гвинеи 2 октября 1958 года.
В попытке провести Кубок африканских наций 2023 года были внесены предложения по модернизации или реконструкции стадиона с увеличением вместимости до 45 000–50 000 человек.
На стадионе проводит матчи сборная Гвинеи по футболу и местные клубы «Сателлит», «Хафия» и «Хоройя».
Принимал финальные матчи Африканского Кубка чемпионов 1972 и 1975 годов.

## Протесты 28 сентября
28 сентября 2009 года, через 51 год после референдума давшего название стадиону, члены оппозиционной партии провели демонстрацию на стадионе «28 сентября», требуя, чтобы президент Гвинеи капитан Мусса Дадис Камара ушёл в отставку. Силы безопасности открыли огонь по толпе, убив 157 человек и ранив 1200 человек. В ответ на критику со стороны международных правозащитных организаций правительство заявило, что погибло всего 56 человек, и большинство из них были затоптаны бегущими демонстрантами. Международный уголовный суд в расследовал инцидент, а Африканский союз потребовал отставки Камары.